# Pomořanský voláč
Pomořanský voláč je plemeno holuba domácího vyšlechtěné pro okrasné účely. Je to impozantně působící pták se vzpřímenou postavou, velkým vydutým voletem a velmi dlouhýma nohama porostlýma bohatými rousy. Mimo Německo se příliš nechová, ale je používaný k zušlechťování jiných plemen voláčů a v Česku by použit k vyšlechtění voláče hanáckého. V seznamu plemen EE a v českém vzorníku plemen je zařazen mezi voláče a to pod číslem 0303. Je to plemeno staré, vycházející z holandských voláčů.
Pomořanský voláč se řadí mezi velké vysokonohé voláče a i v této skupině plemen patří mezi ty mohutnější. Má silnou stavbu těla a vzpřímený postoj, u ideálního jedince je trup nesen pod úhlem 60°. Krk je velice dlouhý a vytváří prostor pro velké nepodvázané vole. Nohy by měly být co nejvyšší, z lýtek vyrůstají supí pera a doplňují bohatý rous.
Chová se v mnoha barevných i kresebných rázech, nejčastěji s tzv. anglickou kresbou, která je totožná se zbarvením anglického voláče. Ptáci takto zbarvení mají na hrudi bílou skvrnu ve tvaru půlměsíce, dále je bílé břicho, lýtka, rousy, hřbet a 7-10 krajních ručních letek. Kromě anglické kresby se vyskytují ptáci jednobarevní černí, modří, červení, žlutí, modře kapratí a tmaví kapratí, stříbřití, červeně plaví, žlutě plaví a bílí. Vzácněji se objevuje ráz modroocasý a  černoocasý, tygři a straci.
Podobnými plemeny je voláč sedlatý rousný a hanácký voláč.
Pomořanský voláč je čistě okrasné plemeno, jeho chov je relativně náročný a plemeno se hodí spíše do voliérového chovu.